# Bononia Cove
Die Bononia Cove (englisch; bulgarisch залив Бонония saliw Bononija) ist eine 3,1 km breite und 1,1 km lange Bucht an der Südostküste von Nelson Island im Archipel der Südlichen Shetlandinseln. Sie liegt westlich des Ivan Alexander Point und entstand infolge des Gletscherrückzugs auf der Insel zum Ende des 20. und zu Beginn des 21. Jahrhunderts.
Die bulgarische Kommission für Antarktische Geographische Namen benannte sie 2012 nach der römischen Stadt Bononia im Nordwesten Bulgariens.